# Cung vạn quốc
Cung vạn quốc (tiếng Pháp: Palais des Nations) là nhóm nhà lầu dựng từ năm 1929 đến năm 1937 trong Công viên Ariana ở Genève. Đến năm 1946 là trụ sở của Hội Quốc Liên (HQL), sau đó thì Liên Hợp Quốc tiếp quản. Năm 1966 trở thành trụ sở của Liên Hợp Quốc tại châu Âu, là địa điểm quan trọng thứ hai dưới trụ sở ở New York.
Hiện nay Cung là trụ sở Liên Hợp Quốc tại Geneva sau khi Tổng thư ký Liên Hợp Quốc ký "Hiệp định Trụ sở chính" với nhà chức trách Thụy Sĩ, mặc dù Thụy Sĩ chưa phải là thành viên của Liên Hợp Quốc cho đến năm 2002.
Mỗi năm Cung là hội trường của đoán chừng 8.000 cuộc họp, bao gồm gần 600 đại hội. Riêng trong năm 2012 tổ chức hơn 10.000 cuộc họp liên chính phủ. Vài phần du khách được xem, mỗi năm 100.000 người.
Cung cũng là nơi đặt văn phòng của nhiều tổ chức LHQ (chỉ mỗi HTPLHQ có trụ sở ở Genève):
- Tổ chức Năng lượng hạt nhân Quốc tế (IAEA)
- Văn phòng Điều phối các vấn đề nhân đạo của Liên Hợp Quốc (UN OCHA)
- Hội nghị Thương mại và Phát triển Liên Hợp Quốc (UNCTAD)
- Tổ chức Nông Lương Liên Hợp Quốc (FAO)
- Tổ chức Phát triển Công nghiệp Liên Hợp Quốc (UNIDO)
- Tổ chức Giáo dục, Khoa học và Văn hóa Liên Hợp Quốc (UNESCO)

## Lịch sử

### Dự án và thi công
Ban đầu kế hoạch là đặt trụ sở của Hội Quốc Liên ở Bruxelles, thủ đô Bỉ, nhưng vì Tổng thống Hoa Kỳ Woodrow Wilson phản đối nên Genève (Thụy Sĩ) được chọn làm địa điểm.
Năm 1927 một cuộc thi kiến trúc được tổ chức để chọn thiết kế cho dự án, được mô tả như sau:
Cung dự định là trụ sở của mọi cơ quan Hội Quốc Liên ở Genève. Thiết kế phải cho phép sự làm việc, chủ trì và tổ chức thảo luận được độc lập và thuận tiện, trong bầu không khí bình tĩnh là nên có khi xử lý các vấn đề quốc tế.
Trong 337 bản vẽ ban giám khảo không thể chọn người chiến thắng. Sau cùng thì HQL tuyển năm kiến trúc sư có nhiệm vụ cùng nhau thiết kế công trình, là Julien Flegenheimer từ Thụy Sĩ, Camille Lefèvre và Henri-Paul Nénot từ Pháp, Carlo Broggi từ Ý và József Vago từ Hungary. Nénot lãnh đạo nhóm, lúc qua đời thì Broggi cầm đầu. Các nước thành viên HQL góp tiền xây dựng.

### Hoàn thành
Lúc dựng xong thì Cung vạn quốc là nhóm nhà lầu lớn thứ hai ở châu Âu về mặt thể tích, chỉ dưới Cung Versailles (440,000 m³ so với 460,000 m³).

### Mở rộng cho Liên Hợp Quốc
Sau khi Liên Hợp Quốc tiếp quản vào năm 1946 thì hai phần mở rộng được thêm vào tòa nhà. Từ năm 1950 đến năm 1952 tòa nhà "K", và tòa nhà "D" được cất thêm ba tầng để tạm đặt Tổ chức Y tế Thế giới. Tòa nhà "E" cũng gọi là "Nhà mới" được dựng từ năm 1968 đến năm 1973 làm địa điểm hội nghị. Tổng cộng khu nhà dài 600 mét, có 34 phòng hội nghị và 2.800 văn phòng, thể tích 853,000 m³.
Tháng 12 năm 1988 vì Yasser Arafat không thể đặt chân đến Mỹ phát biểu nên Đại hội đồng Liên Hợp Quốc chuyển phiên họp thứ 29 từ Trụ sở Liên Hợp Quốc ở New York đến Cung vạn quốc.
Năm 2004 trong phòng Pháp phát hiện một máy nghe lén thô sơ. Từ năm 2006 đến năm 2007 phát hiện thêm ba máy nghe lén trong phòng C-108 mà không chứng minh được nước nào thám thính.

## Mô tả
Cung vạn quốc trong Công viên Ariana, Gustave de Revilliod de la Rive đưa tặng Genève có điều kiện là công chúng phải luôn được dùng và ông được chôn trong công viên. Trong có nhà gỗ từ năm 1668.
Dưới viên đá nền của Cung là viên nhộng thời gian chứa tài liệu liệt kê tên các nước thành viên của Hội Quốc Liên, bản sao của Hiến chương Hội Quốc Liên và các đồng tiền mẫu của tất cả các nước có mặt tại Đại hội thứ mười của Hội Quốc Liên. Có một huy chương biểu hiện Cung vạn quốc trên nền là Dãy núi Jura bằng đồng bạc.
Khu nhà nhìn ra hồ Genève và có tầm nhìn thoáng ra dãy núi Alps của Pháp.

## Hình ảnh

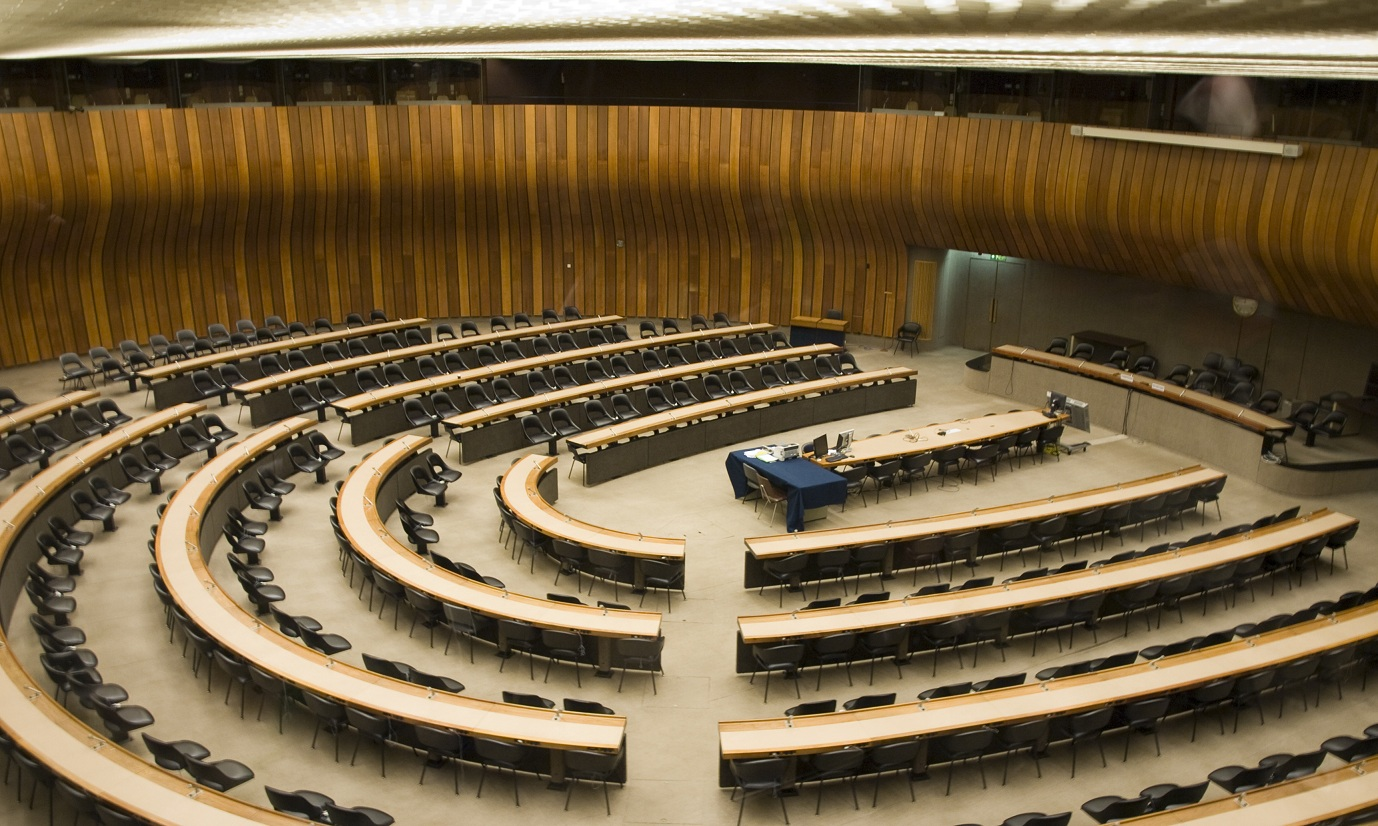
Phòng hội nghị
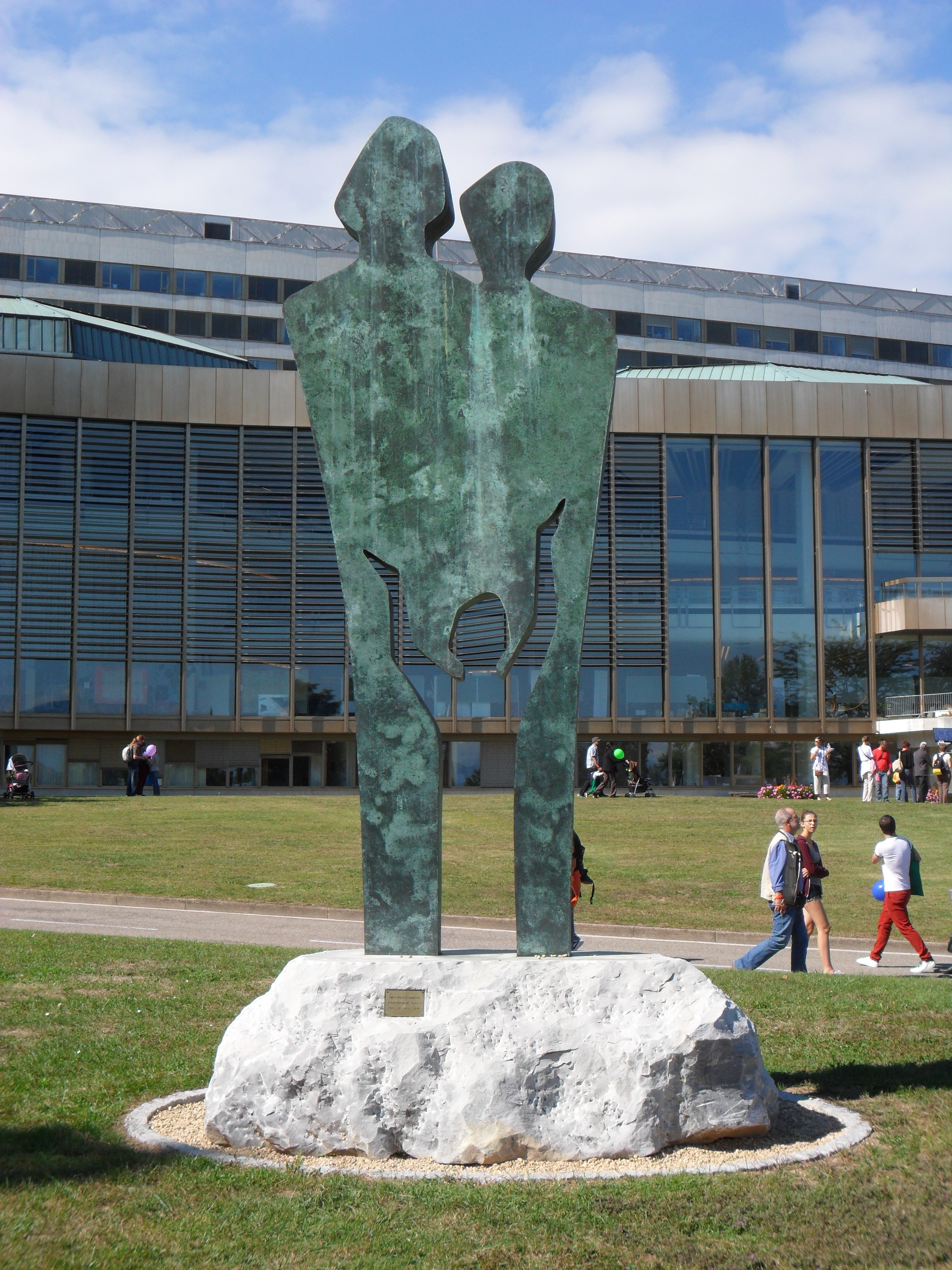
Tượng Gia đình trong Công viên Ariana.
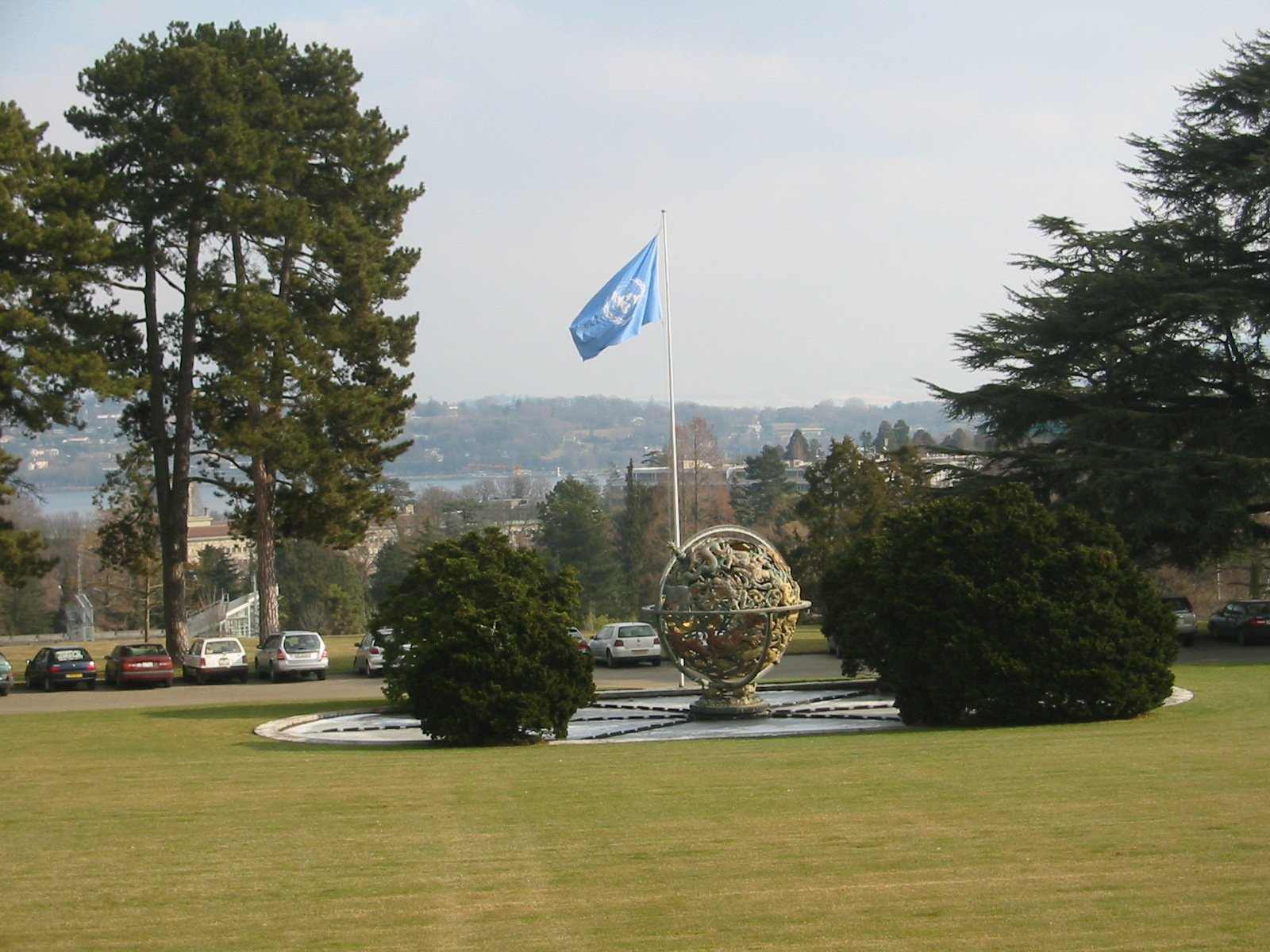
Công viên Ariana, phía sau là hồ Genève.
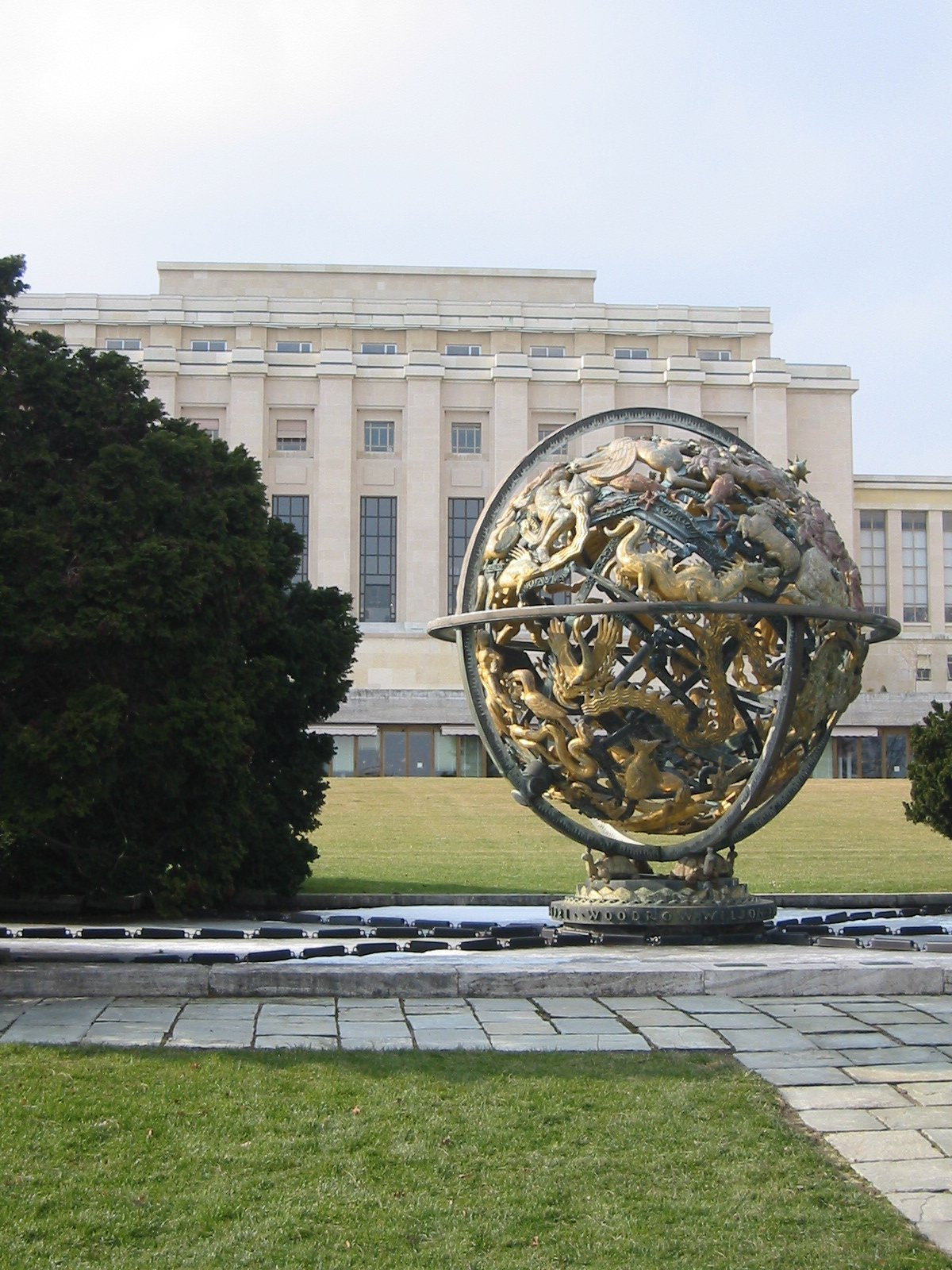
Trái thiên cầu và Cung vạn quốc.
Margaret Chan và Ban Ki-moon ở Phòng Báo chí III.Margaret Chan và Ban Ki-moon ở Phòng Báo chí III.
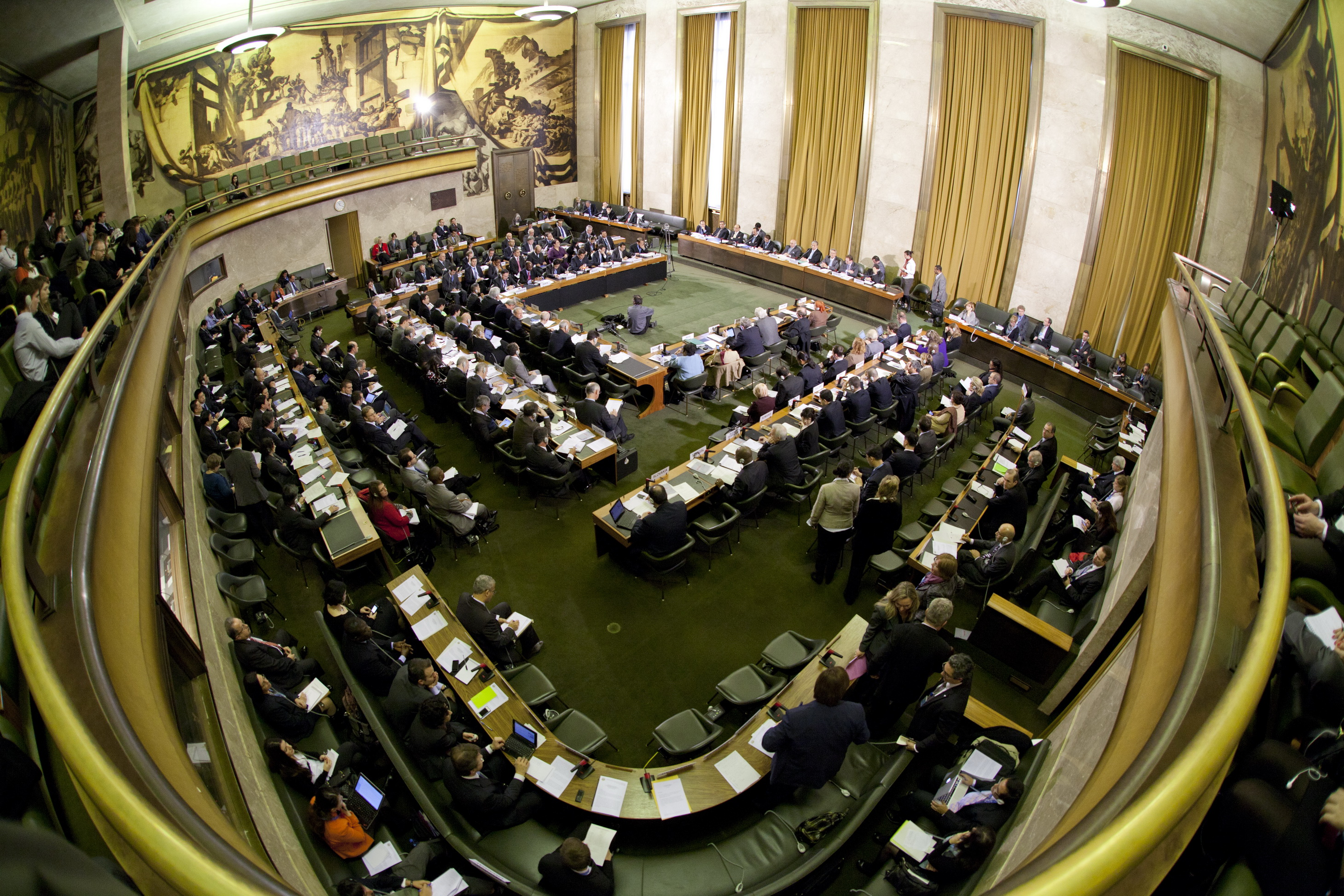
Hội nghị giải trừ quân bị ở Phòng Hội đồng.
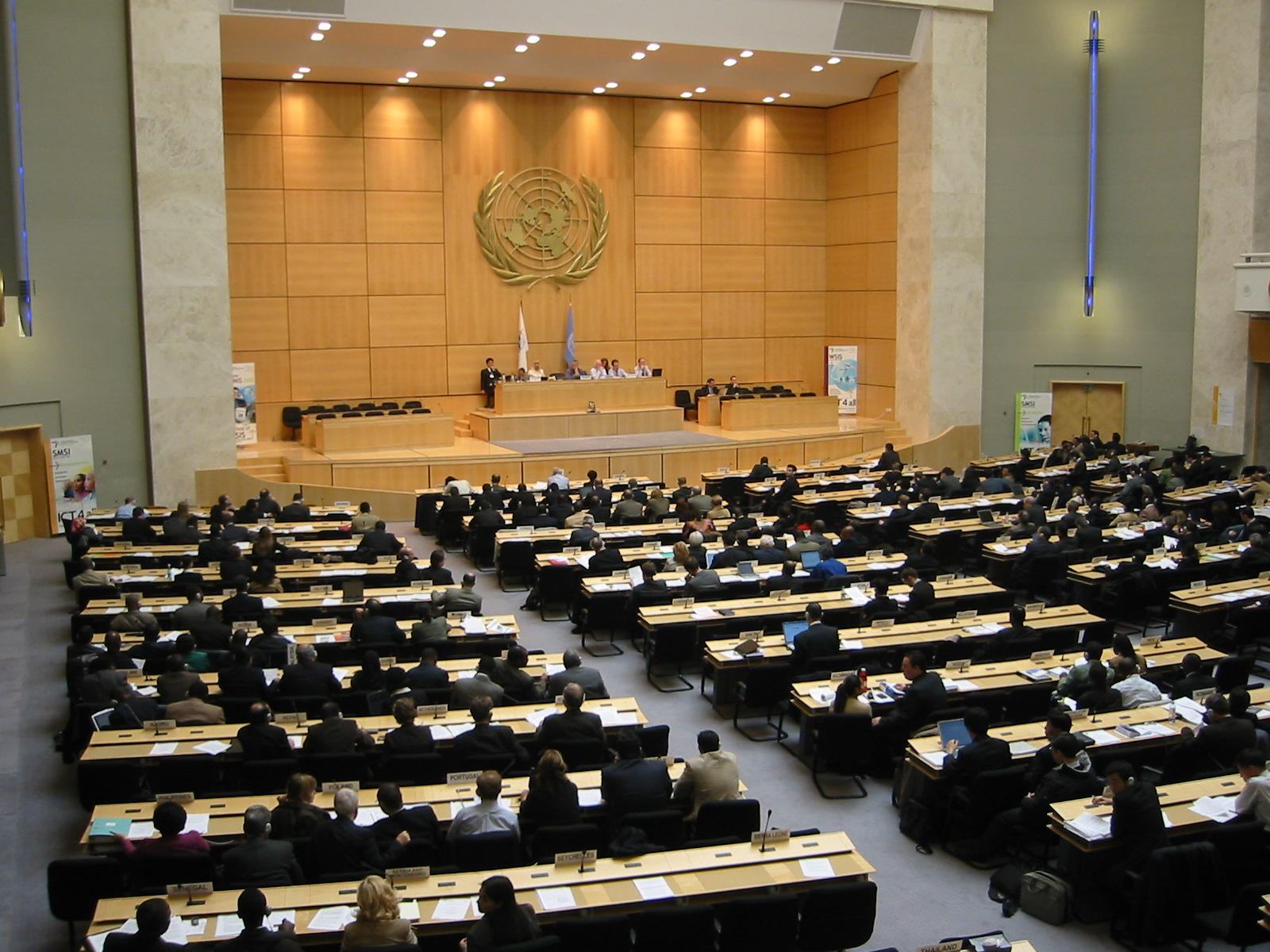
Hội trường được dùng cho các cuộc họp lớn hay chính yếu, như của Tổ chức Y tế Thế giới
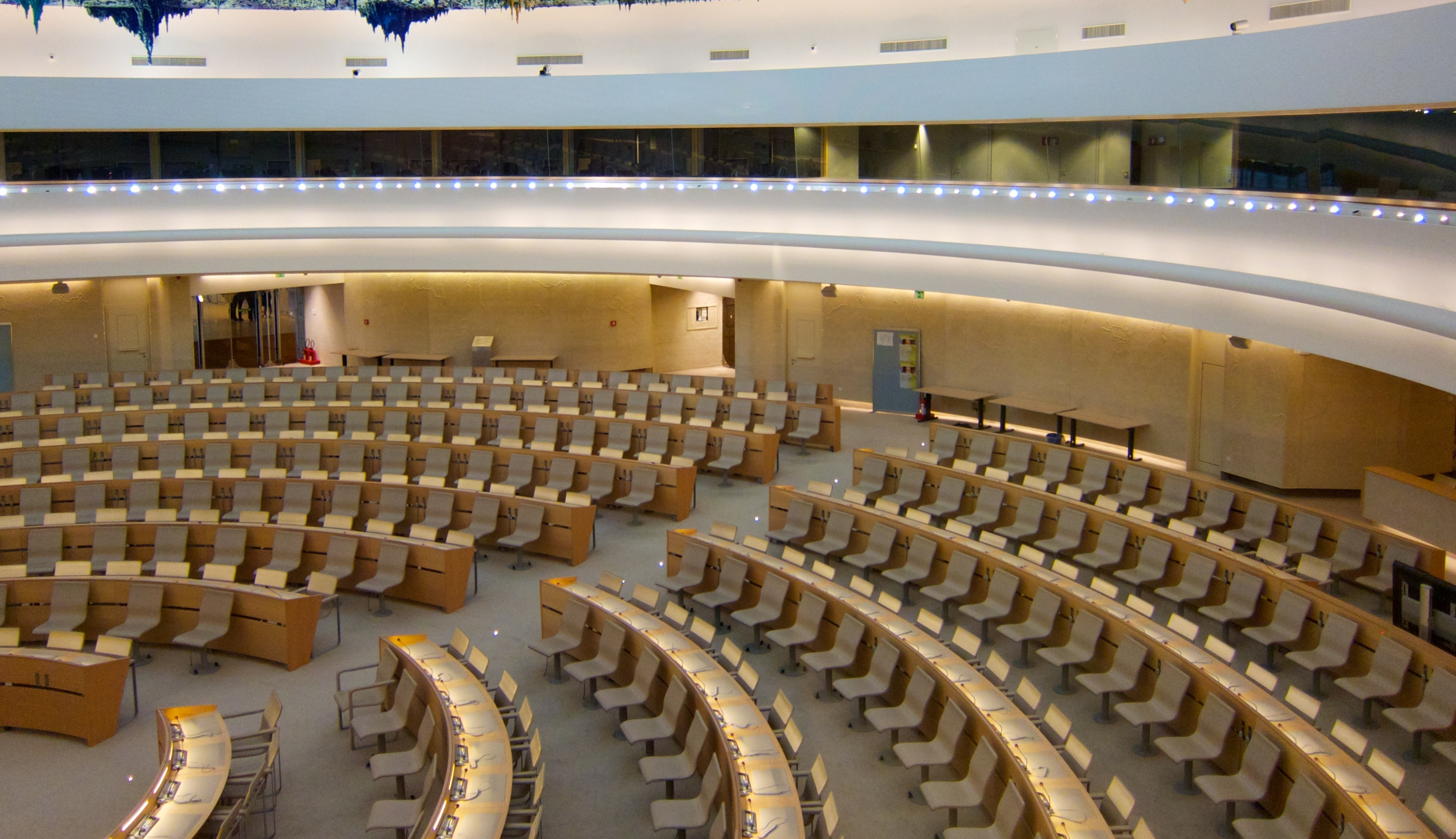
Phòng Nhân quyền và Liên minh các nền văn minh, Hội đồng Nhân quyền Liên Hợp Quốc dùng.